# Kaseta licytacyjna

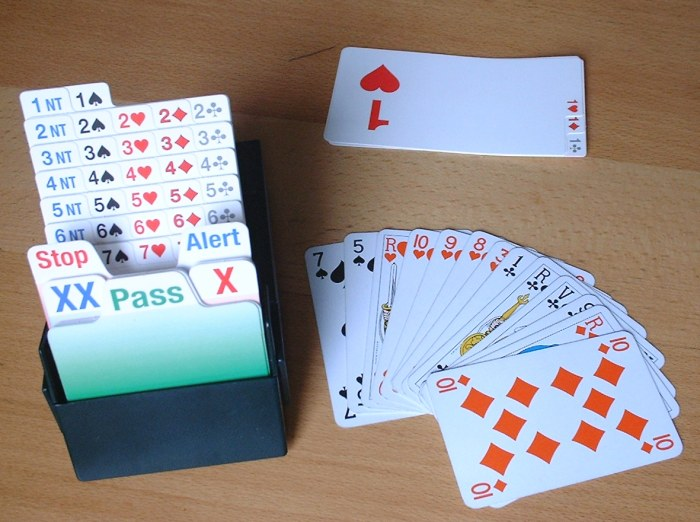
Kaseta licytacyjna

Kaseta licytacyjna (ang bidding box) jest jednym z akcesoriów brydżowych; składa się z zestawu karteczek odpowiadających brydżowym odzywkom. Używa się ich w czasie  licytacji w miejsce komunikacji ustnej. Stosowane są głównie podczas zawodów brydża sportowego w celu zlikwidowania ewentualnego nieprzepisowego przepływu informacji między partnerami wynikającego z różnej modulacji głosu podczas wypowiadania odzywki.